# Pirambu
Pirambu este un oraș în Sergipe (SE), Brazilia.